# 雷内里斯·萨拉斯
雷内里斯·萨拉斯·佩雷斯（西班牙語：Reineris Salas Perez，1987年3月17日—），古巴男子摔跤运动员，2015年泛美运动会男子自由式86公斤级金牌得主、2019年泛美运动会男子自由式97公斤级铜牌得主、2020年夏季奥林匹克运动会男子自由式97公斤级铜牌得主。